# Corky Laing
Corky Laing narozený jako Laurence Gordon Laing, (26. ledna 1948 v Montréalu, Québec, Kanada) byl bubeník skupiny Mountain a West, Bruce and Laing.
V roce 1961 začal hrát na bicí ve skupině The Ink Spots a pak hrál ve skupině Energy jejímž producentem byl Felix Pappalardi. Laing odešel od Energy v roce 1969, aby s Pappalardim, Leslie Westem a Steve Knightem založili skupinu Mountain.
Nahrával též jako skupina Cork s Ericem Schenkmanem ze Spin Doctors a Noelem Reddingem.
V létě roku 1978 nahrál Laing společně s Ianem Hunterem, Johnem Calem a Mickem Ronsonem sedm písní, které však nikdy nevyšly.
V roce 2007 nahrál Corky audio verzi svých pamětí.

## Vybraná diskografie
- Why Dontcha - West, Bruce and Laing
- Cork - Speed of Thought
- Corky Laing - Makin' It in the Street
- Corky Laing - Secret Sessions
- Jason Hartless - First Division
- 2007 - Corky Laing - StickIt! Rockin Road Stories (Audiobook)